# Анселд, Бенджамин Карл
Бенджамин Карл Анселд (англ. Benjamin Carl Unseld; 18 октября 1843, Шепердстаун, штат Западная Виргиния — 19 ноября 1923, Лоренсберг, штат Теннесси) — американский композитор и музыкальный педагог.
Пел в хоре, самостоятельно учился музыке, работал органистом в городке Коламбия. В дальнейшем брал уроки у Эбена Турже в Провиденсе, занимался также под руководством Теодора Сьюарда. По приглашению Турже после основания в 1867 году Консерватории Новой Англии стал её секретарём. Затем преподавал в Университете Фиска в Нэшвилле. Работал с рядом музыкальных издательств в разных городах США, в том числе с издательством Алдина Кифера и Эфраима Рубуша в Дейтоне, в 1874—1882 гг. возглавлял основанную Кифером в Дейтоне музыкальную школу. Положил на музыку стихотворение Кифера «Сумерки крадутся» — эта песня пользуется известностью до сих пор. С 1911 г. возглавлял музыкальную школу в Лоуренсбурге. Автор многочисленных учебных пособий.